# Aphodius troitzkyi
Aphodius troitzkyi là một loài bọ cánh cứng trong họ Scarabaeidae. Loài này được Jacobson miêu tả khoa học năm 1897.